# Nissan Titan
Der Nissan Titan ist ein Pick-up des Herstellers Nissan, der ausschließlich in Nordamerika verkauft wurde. Er wurde 2004 eingeführt. Die erste Generation teilt sich die Plattform mit dem Nissan Armada und Infiniti QX56, die zweite mit dem Nissan NV. Ende 2024 wurde der Pick-Up ohne Nachfolger eingestellt.

## 1. Generation (A60, 2004–2015)
Der Titan der ersten Generation verfügt über einen 5,6-l-V8 mit 227 kW (309 PS) bei 4900/min und 514 Nm Drehmoment bei 3600/min. Zum Modelljahr 2007 erstarkte die Motorleistung auf 236 kW (321 PS) bei 5200/min und 522 Nm bei 3400/min. Das Fahrzeug ist entweder mit Heck- oder Allradantrieb verfügbar. Das Getriebe ist ein 5-Stufen Automatikgetriebe. Er ist mit zwei Radständen und Crew Cab (Doppelkabine) oder King Cab (mit 2 m langer Ladefläche) verfügbar, teilweise wurde er kritisiert, da keine zweisitzige Kabine (Regular Cab) angeboten wurde, dies hat sich mit dem Erscheinen der zweiten Generation geändert.

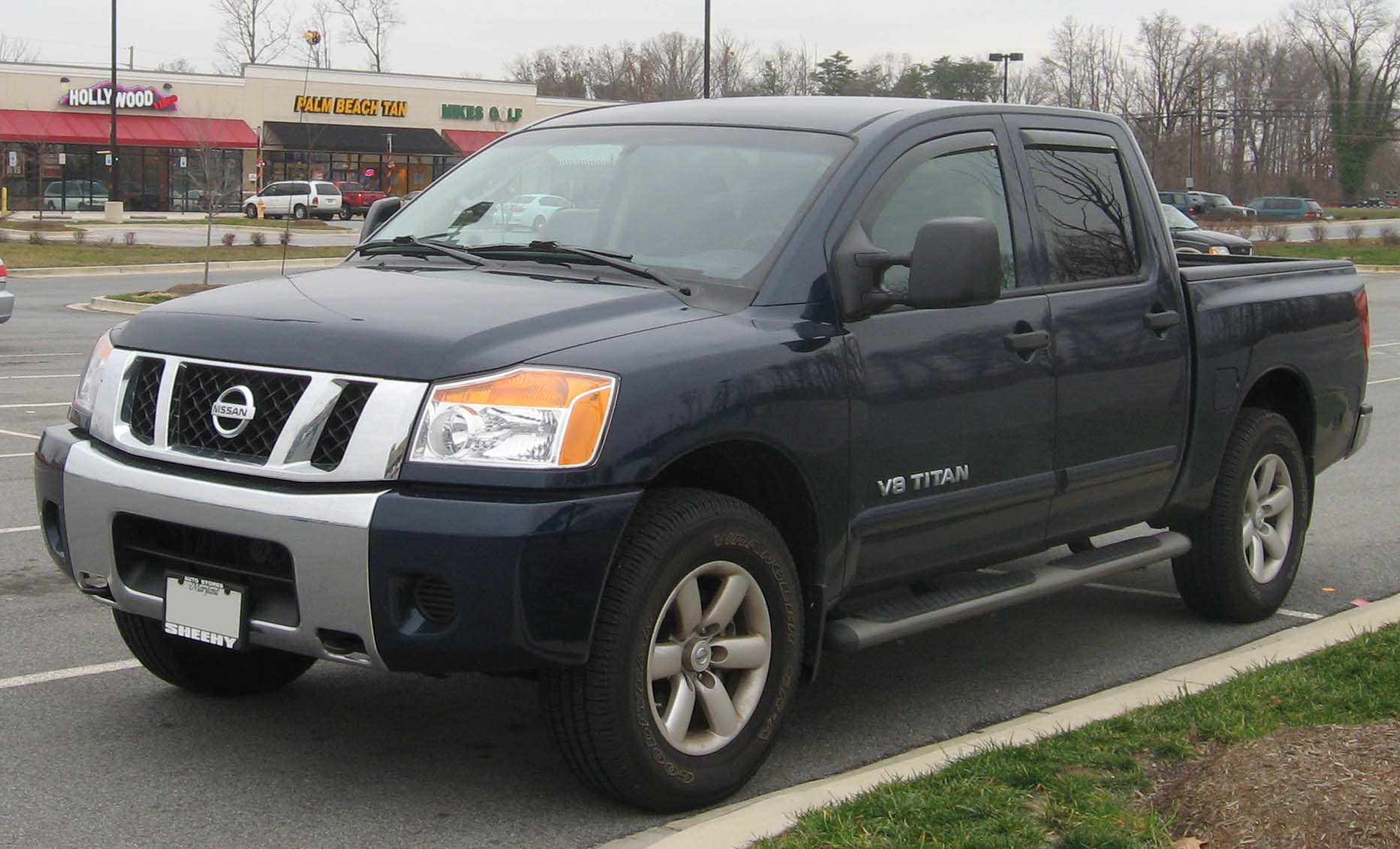
Crew Cab (2008)
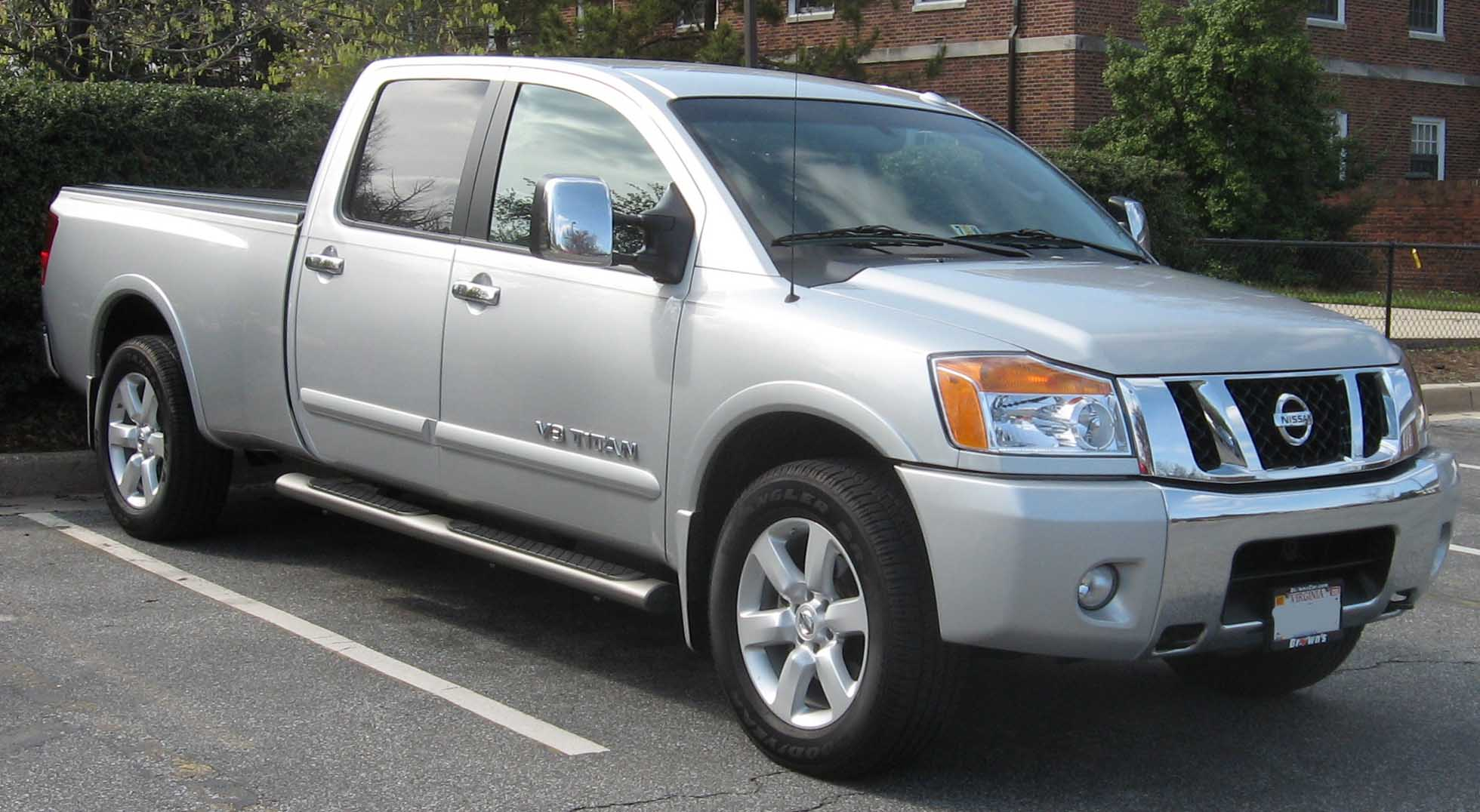
Crew Cab (langer Radstand) (2008)
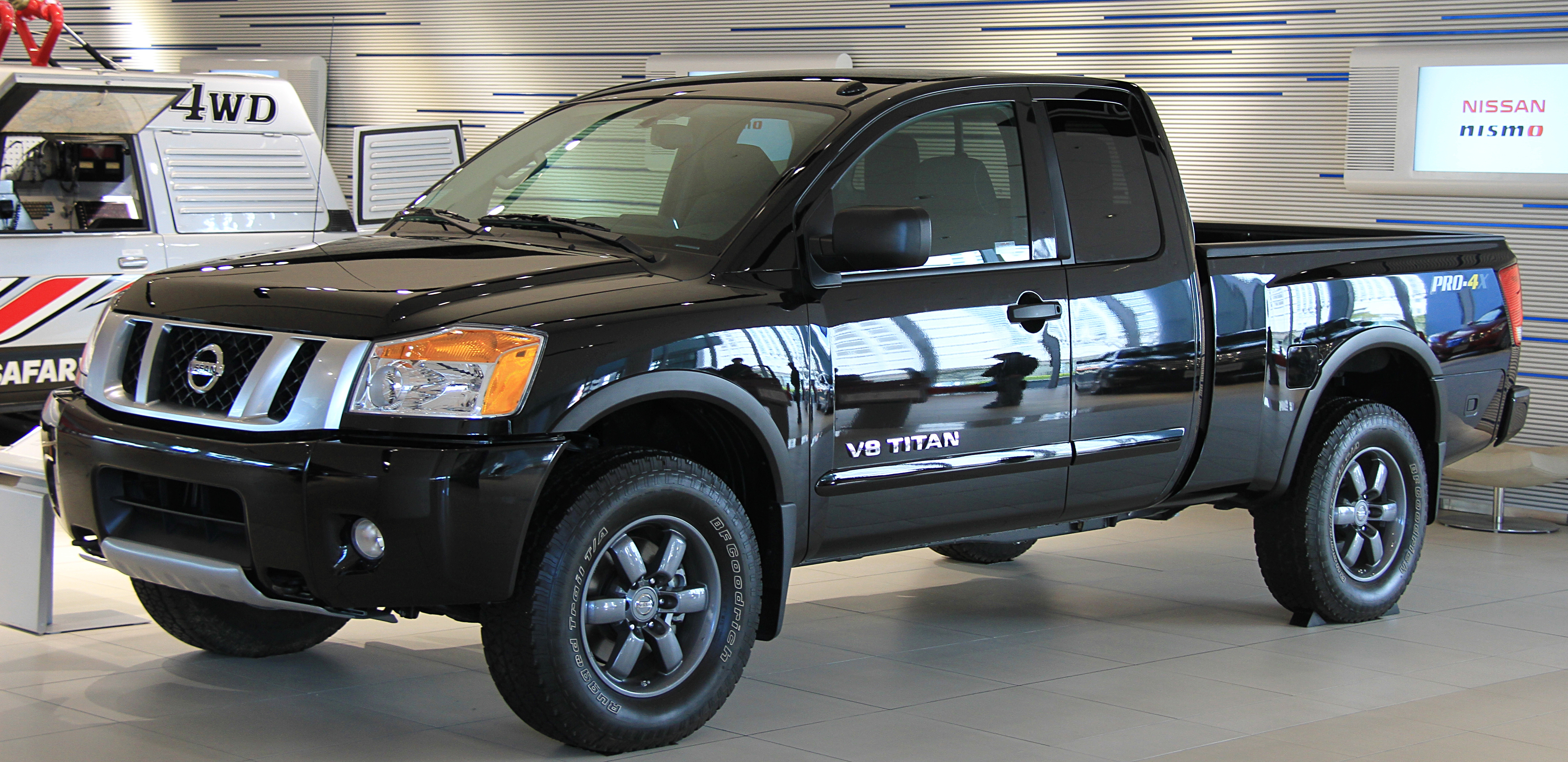
Nissan Titan Pro-4X
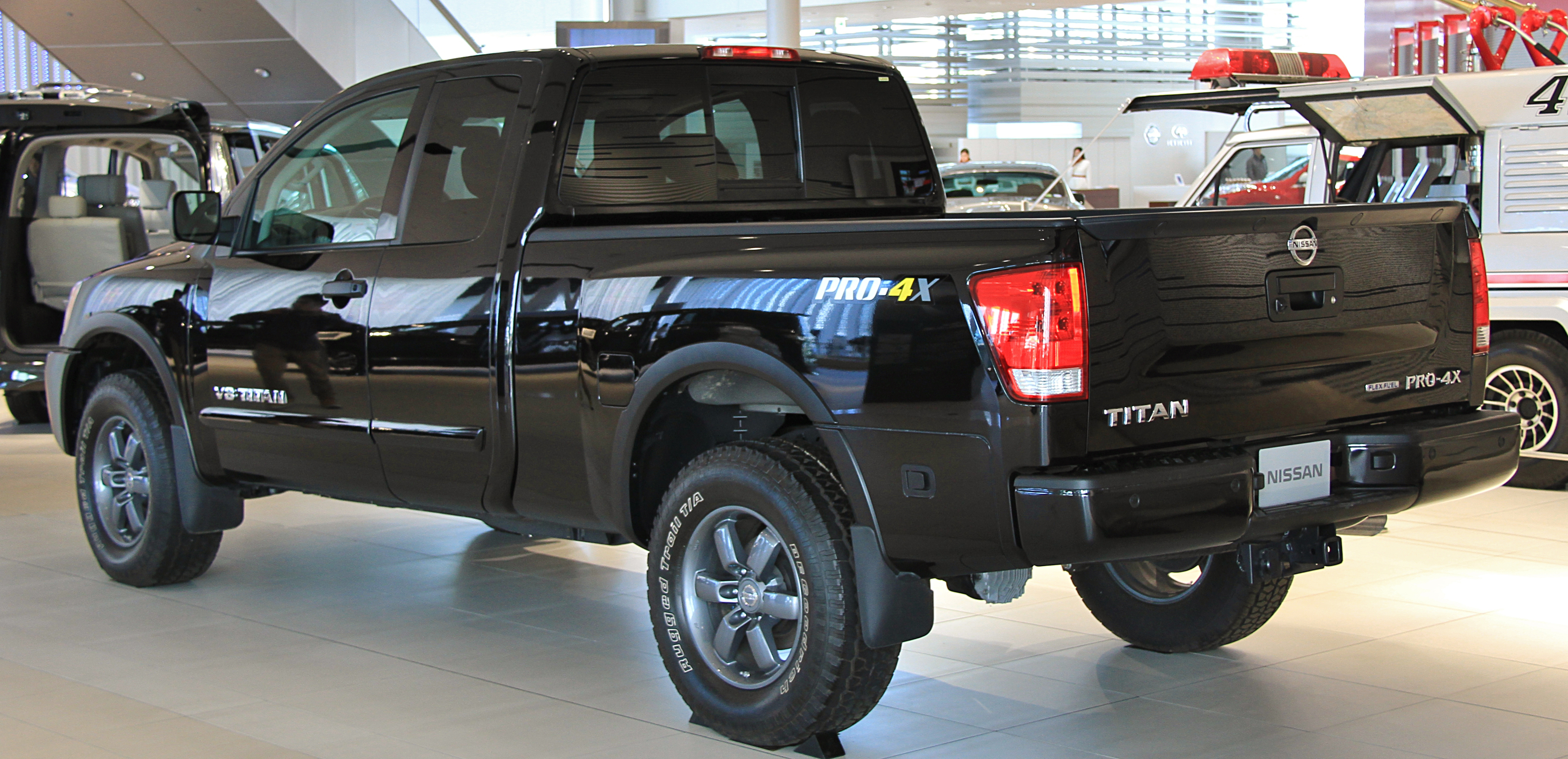
Heckansicht
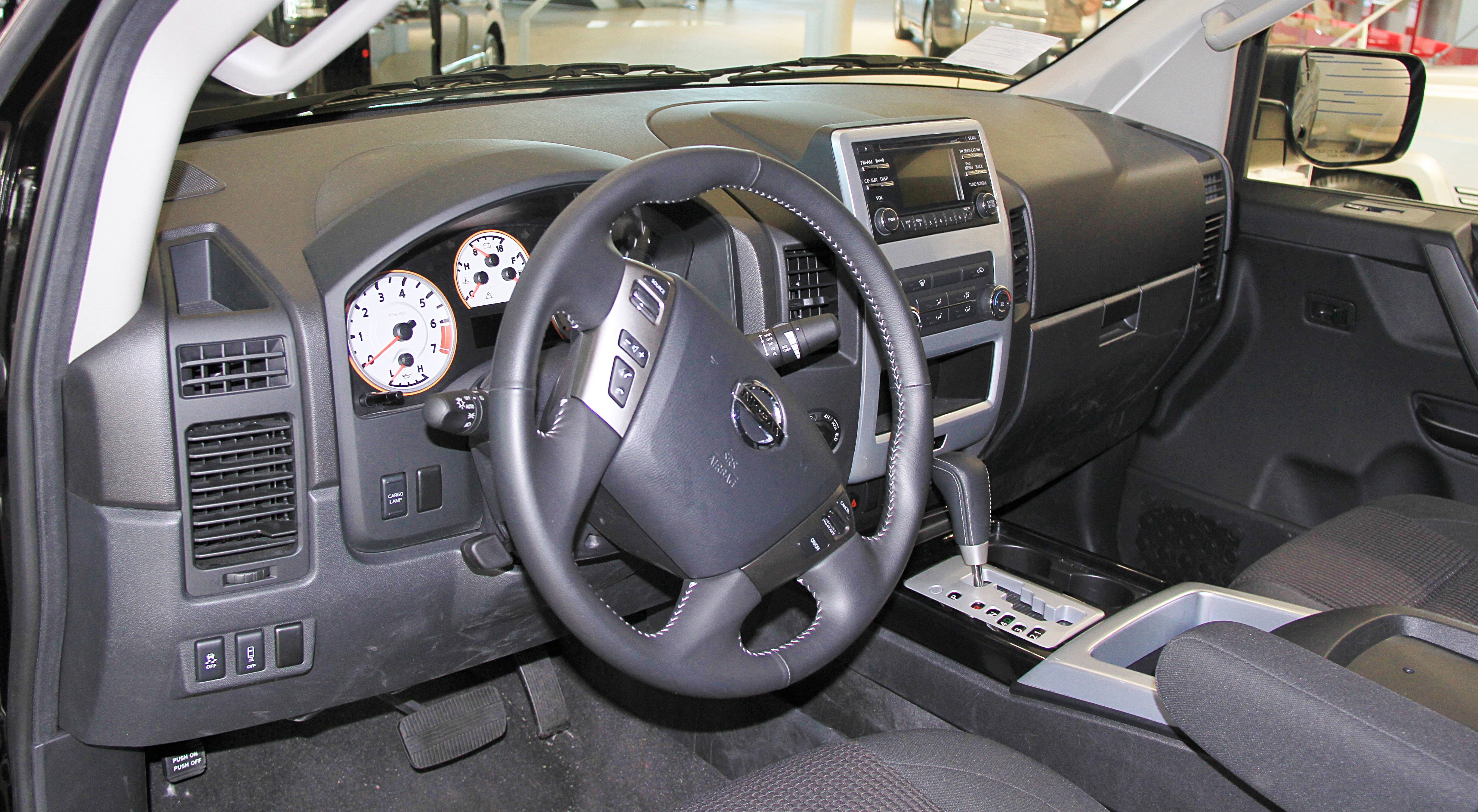
Innenraum

## 2. Generation (H61, 2015–2024)
Zwischen 2015 und 2024 war die zweite Generation (intern H61) des Titan verfügbar. Neben dem aus dem Vorgängermodell bekannten V8-Benziner gab es einen fünf Liter großen V8-Diesel, welcher auf etwa 310 PS kommt und circa 750 Nm bereitstellt. Das Fahrzeug gab es in den Varianten regular und XD, letztere mit längerem Radstand, einhergehend mit einer größeren Doppelkabine (die Einzelkabine war außerdem erhältlich) und einer vergrößerten Ladefläche sowie der Option des Dieselmotors.
2020 erhielt der Nissan Titan ein Facelift.

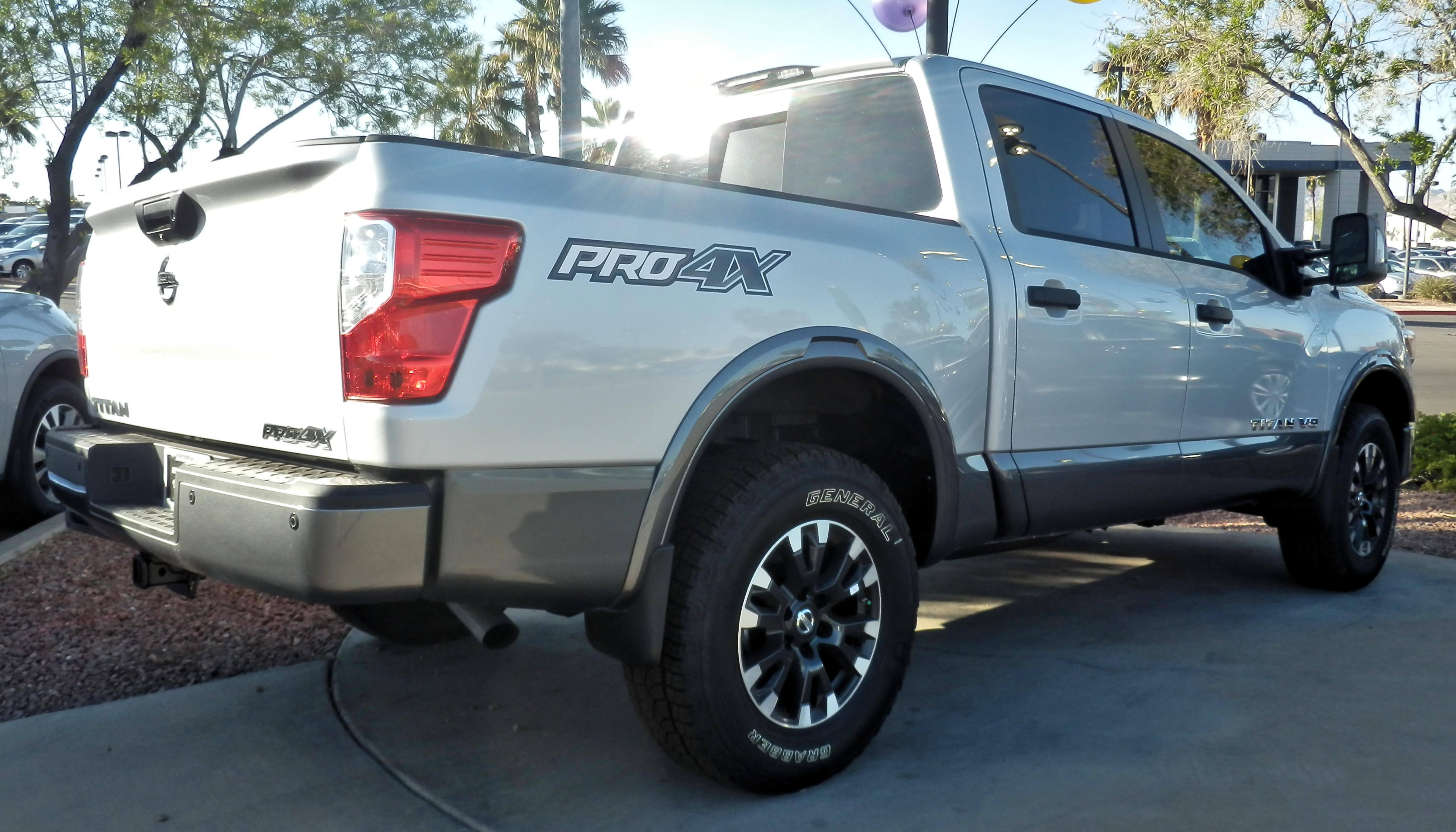
Heckansicht
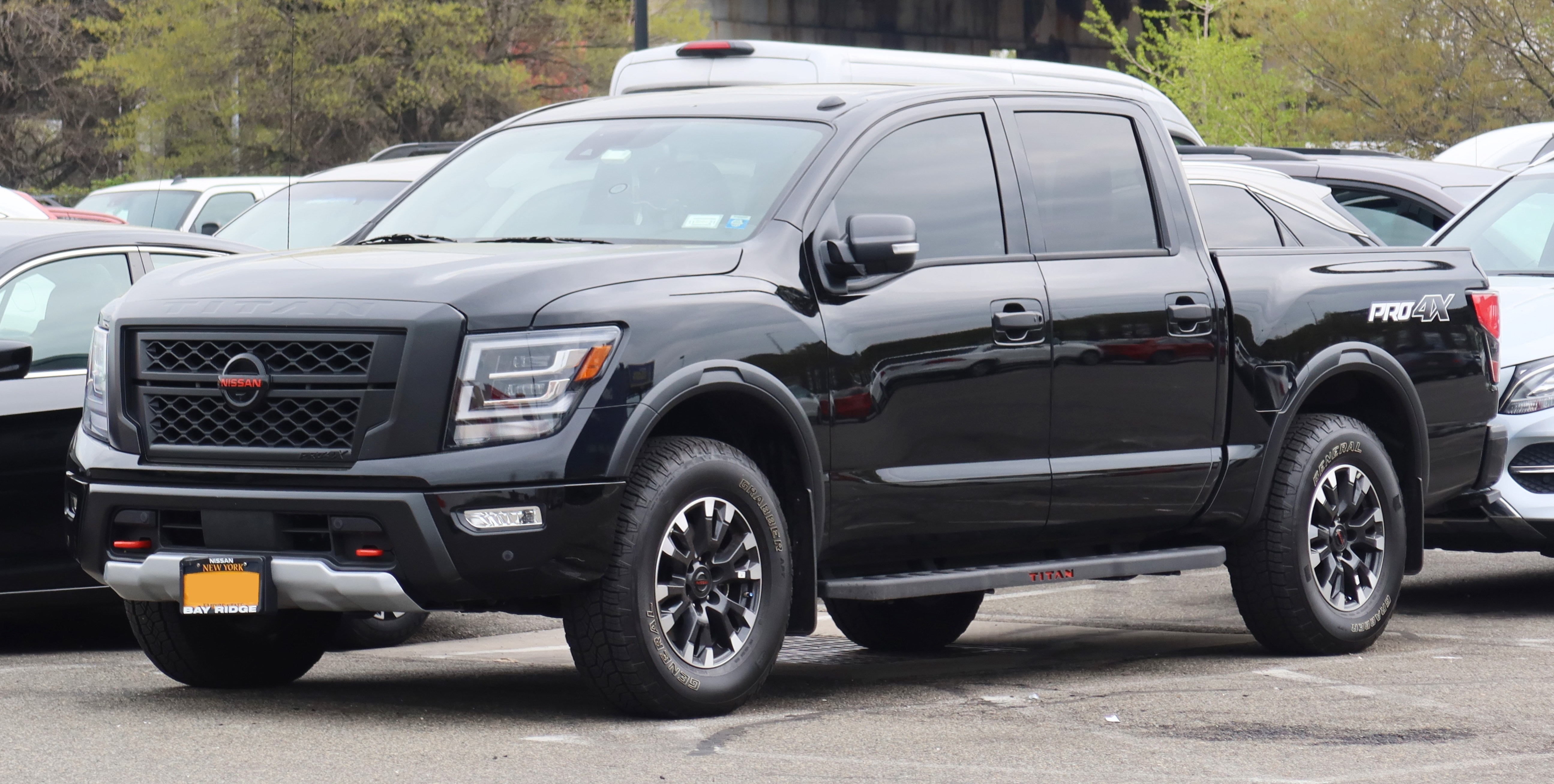
Facelift (2020–2024)
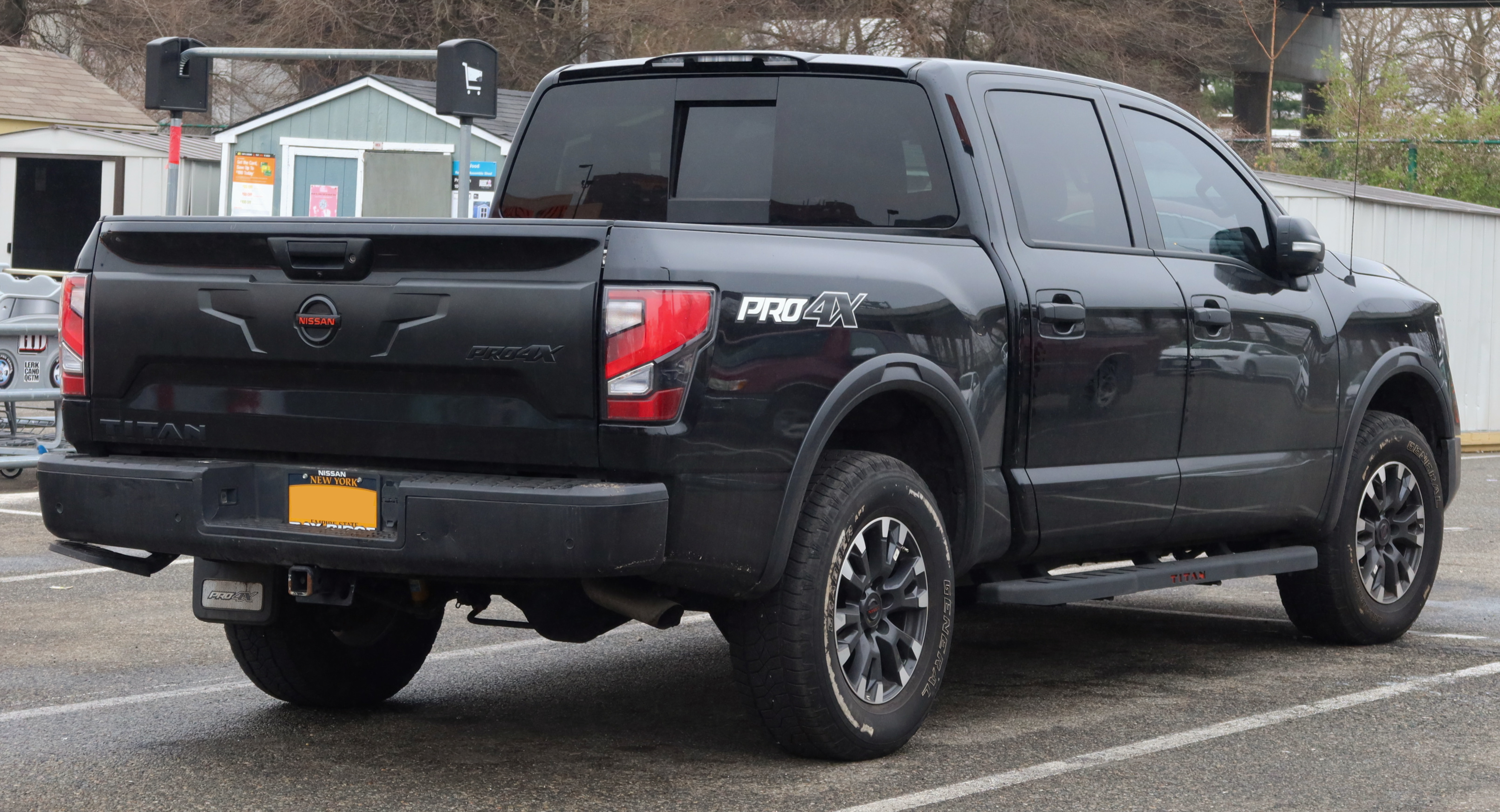
Heckansicht